# Gloria Coates
Pour les articles homonymes, voir Coates.
Gloria Coates, née à Wausau (Wisconsin) le 10 octobre 1933 et morte le 19 août 2023 à Munich (Bavière),, est une compositrice américaine.

## Biographie
Gloria Coates étudie la musique à l'Université d'État de Louisiane avec Otto Luening, à l'Université Columbia de New York avec Jack Beeson (en) et, à partir de 1962, au Mozarteum de Salzbourg (et en leçons privées) avec Alexandre Tcherepnine. À partir de 1969, elle se partage entre les États-Unis et l'Europe, étant installée à Munich.
Sa musique est marquée par le minimalisme, par des influences du Krzysztof Penderecki de la première période, de György Ligeti ou de Iannis Xenakis (technique des glissandi), et tournée également vers la musique concrète.
On lui doit des œuvres pour orchestre (dont quinze symphonies), de la musique de chambre (dont neuf quatuors à cordes), des pièces avec voix soliste, des œuvres chorales (a cappella ou avec accompagnements divers), de la musique électronique ou encore des musiques de scène.

## Œuvres (sélection)

### Musique de chambre
- Quatuors à cordes : no 1 Protestation Quartet (1966) ; no 2 The Olympic Quartet (1972) ; no 3 (1975) ; no 4 (1977) ; no 5 (1988) ; no 6 (2000) ; no 7 Angels (2001) ; no 8 (2002) ; no 9 (2007) ;
- Autres pièces pour quatuor à cordes : Glissando String Quartet (1962, futur 4e mouvement de la Symphonie no 1 Music on open Strings) ; String Quartet with Provincial Drum (1964) ; Mobile (1972) ; Six Movements (1978) ;
- Autres œuvres de musique de chambre : Trio pour flûte, hautbois et piano (1962) ; Trio pour 3 flûtes (1966) ; Tones in Overtones ou Structures, pour piano (1972) ; Halley's Comet, nonette pour flûte piccolo, cor anglais, contrebasson, cor, 2 violons, alto, violoncelle et contrebasse (1974) ; Five Abstractions of Poems by Emily Dickinson, pour quatuor à vents (1975) ; Lunar Loops, pour 2 guitares (1988) ; Star Tracks through Darkness, pour orgue (1989) ; Blue Flowers, pour 10 flûtes (1991) ; Lyric Suite, pour violon, violoncelle et piano (1996) ; Sonate pour violon seul (2001) ; Sonate no 2 pour piano (2002).

### Compositions pour orchestre
- Symphonies : no 1 Music on open Strings, pour orchestre à cordes (1974) ; no 2 Music on Abstract Lines ou Illuminatio in Tenebris (1988, commencée en 1974) ; no 3 Symphony Nocturne, pour orchestre à cordes (1978) ; no 4 Chiaroscuro (1990) ; no 5 Three Mystical Songs, pour orchestre de chambre, avec chœurs (1985) ; no 6 Time Frozen (1994) ; no 7 (1990) ; no 8 Indian Sounds, avec soprano et ténor (ou soprano et alto) (1991) ; no 9 The Quinces Quandary : Homage to Van Gogh (1994) ; no 10 Drones of Druids on Celtic Ruins (1994) ; no 11 Philemon und Baucis (1999) ; no 12 (2001) ; no 13 (2001) ; no 14 (2003) ; no 15 Homage to Mozart (2005) ; no  16 Time Frozen (1993);
- Autres pièces : Planets, pour orchestre de chambre (1974, œuvre reprise et développée ultérieurement en Symphonie no 2) ; Sinfonietta della notte (1982) ; Transitions, pour orchestre de chambre (1984) ; Music in Microtones (1986, futur 2e mouvement de la Symphonie no 6) ; Resistances (1987).

### Musiques de scène
- 1961 : Thieve's Carnival, pour clarinette seule, sur des textes de Jean Anouilh ;
- 1964 : Saint Joan, pour chœurs, orgue et orchestre de chambre, sur la pièce éponyme de George Bernard Shaw ;
- 1965 : Hamlet, pour orchestre de chambre, thérémine et bande magnétique, sur la pièce éponyme de William Shakespeare.

### Œuvres avec voix soliste
- 1973 : Cantata da Requiem 'WW II Poems for Peace' , pour soprano, piano, alto, violoncelle et 2 percussions ;
- 1988 : The Force for Peace in War, cantate pour soprano et orchestre de chambre (développement de la Cantata da Requiem, de 1973, pré-citée) ; Seven Songs with Poems by Emily Dickinson, pour voix et orchestre de chambre ; Dramatic Scene 'The Swan' , pour soprano, hautbois, cor anglais et 2 percussions ;
- 1991 : Cette blanche agonie (titre original), pour soprano et orchestre de chambre (développement de la scène dramatique The Swan, de 1988, pré-citée) ;
- 1998 : 15 Songs on Poems by Emily Dickinson, pour mezzo-soprano (ou baryton) et piano (cycle commencé en 1965).

### Œuvres chorales
- 1961 : Te Deum, pour chœurs a cappella ;
- 1964 : Missa Brevis, pour chœur d'enfants (ou de femmes) et orgue ;
- 1978 : The Beatitudes, pour chœurs et orgue ;
- 1991 : Rainbow across the Night Sky, pour 2 sopranos, 2 voix d'alto, mezzo-soprano, violon, alto, violoncelle et 2 percussions.